# Zrnosek
Zrnosek en serbe latin et Zërnosek en albanais (en serbe cyrillique : Зрносек) est une localité du Kosovo située dans la commune/municipalité de Leposavić/Leposaviq, district de Mitrovicë/Kosovska Mitrovica. Selon des estimations de 2009 comptabilisées pour le recensement kosovar de 2011, elle compte 19 habitants, dont une majorité de Serbes.

## Géographie
Zrnosek/Zërnosek est situé à 8 km au nord de Leposavić/Leposaviq, sur les pentes sud-ouest des monts Kopaonik.

## Démographie

### Évolution historique de la population dans la localité
| 1948 | 1953 | 1961 | 1971 | 1981 | 1991 | 2009 |
| ---- | ---- | ---- | ---- | ---- | ---- | ---- |
| 45   | 54   | 58   | 49   | 32   | 18   | 19   |

|  |